# Picrinezuur
Picrinezuur is de triviale naam voor 2,4,6-trinitrofenol, een organische verbinding met als brutoformule C6H3N3O7. De stof komt voor als een kleurloze tot citroengele kristallijne vaste stof, die slecht oplosbaar is in water. Het is vrij goed oplosbaar in ethanol.

## Synthese
Picrinezuur kan worden bereid door een ver doorgedreven aromatische nitrering van fenol. Daartoe wordt fenol eerst gesulfoneerd en vervolgens behandeld met salpeterzuur. De omstandigheden dienen echter heel wat ruwer te zijn dan bij eenmalige nitrering: de elektronenzuigende nitrogroepen destabiliseren namelijk het intermediair Meisenheimercomplex, waardoor verdere aromatische substitutie steeds moeilijker verloopt. Als nitrerend reagens wordt nitreerzuur aangewend.
Een alternatieve methode vertrekt van chloorbenzeen, dat eerst genitreerd wordt tot 2,4-dinitrochloorbenzeen. Dit wordt omgezet in 2,4-dinitrofenol, dat nog verder genitreerd wordt.

## Structuur en eigenschappen
Net zoals andere hooggenitreerde benzeenderivaten is picrinezuur een potentieel explosieve stof wegens het grote aandeel stikstof (18,34%) in het molecuul. De explosieve kracht is iets groter dan die van TNT, waarmee het verder qua structuur en eigenschappen goed vergelijkbaar is. Picrinezuur is op zich stabiel, maar als het helemaal droog is, is het schokgevoelig. Als het droog komt te staan kan het bovendien sublimeren. Daarbij kunnen zich kristallen vormen tussen het recipiënt en het deksel, wat bij openen gevaarlijke situaties kan opleveren. Picrinezuur wordt daarom altijd onder water bewaard.
Picrinezuur protolyseert niet volledig in water en wordt daarom geclassificeerd als zwak zuur. Het is echter wel een van de sterkere zwakke organische zuren. Met een pKa van 0,29 is het zo'n 10.000 keer zuurder dan azijnzuur. Het waterstofion van de fenolische hydroxylgroep wordt gemakkelijk afgesplitst doordat de resterende negatieve lading makkelijk gedelokaliseerd kan worden over de benzeenring en vooral in de sterk elektronenzuigende nitrogroepen.
Zouten van picrinezuur worden picraten genoemd. Oplossingen van picraat-ionen zijn helder geel. Zowel picrinezuur als zijn zouten vormen hardnekkige gele vlekken op de meeste materialen.

## Toepassingen
Picrinezuur wordt niet alleen als explosief gebruikt, maar ook in laboratoria, in biologie als kleurreagens van celonderdelen. Picrinezuur wordt in de analytische chemie als complexeringsreagens voor identificatie en karakterisering van onder meer metalen aangewend.
Picrinezuur kan gereduceerd worden tot picraminezuur waaruit explosieven (diazodinitrofenol) en kleurstoffen bereid worden. Deze reductie van picrinezuur werd vroeger ook gebruikt in de methode van Crecelius-Seifert voor het meten van de bloedsuikerspiegel. Dit is een colorimetrische methode voor de bepaling van het bloedsuikergehalte. Een oplossing van picrinezuur wordt met een bloedmonster gemengd; het eiwit wordt dan afgefilterd. Door natronloog toe te voegen en het monster in een waterbad te verhitten wordt picrinezuur door de bloedsuiker gereduceerd tot picraminezuur, dat een rode kleur heeft. Na afkoelen kan men het bloedsuikergehalte in een suikercolorimeter aflezen.

## Toxicologie en veiligheid

### Veiligstellen
Picrinezuur wordt steeds in glazen of kunststoffen recipiënten bewaard, omdat met metalen gemakkelijk picraatzouten gevormd worden.
In verschillende veiligheidsregio's wordt ingedroogd picrinezuur door de brandweer zelf veiliggesteld. In de meeste gevallen is dat ook goed mogelijk. Dit gebeurt aan de hand van eenvoudige criteria:
- aard van de verpakking (kunststof, glas of metaal)
- aard van de sluiting (schroefdeksel of slijpstuk)
- hoeveelheid (meer of minder dan 500 gram)

Wanneer de brandweer zelf niet in staat is om het zuur onschadelijk te maken wordt de volgende instantie binnen de krijgsmacht ingeschakeld:
- Explosieven Opruimingsdienst Defensie (EOD) in Nederland
- Dienst voor Opruiming en Vernietiging van Ontploffingstuigen (DOVO) in België

### Voorbeelden explosiegevaar
Meerdere malen is wegens explosiegevaar door kristallisatie van picrinezuur een laboratorium of school ontruimd. Op 20 september 2006 werd de Broederschool in Sint-Niklaas ontruimd toen een pot gekristalliseerd picrinezuur gevonden werd. De DOVO kreeg de dag erna al vijftien oproepen van scholen en particulieren die ook picrinezuur hadden aangetroffen. Nog een dag later liet de brandweer te Dendermonde het KTA en het Koninklijk Atheneum ontruimen na de ontdekking van picrinezuur. De vondsten werden door de DOVO tot ontploffing gebracht. Op 27 oktober 2007 werden twee flesjes picrinezuur aangetroffen bij een verhuizing van het Oorlogsverzetsmuseum van Katendrecht naar Delfshaven. De EOD bracht de flesjes tot ontploffing. Op 24 januari 2008 werd het koninklijk atheneum van Tongeren ontruimd nadat er bij een opruiming in het chemielokaal een pot picrinezuur gevonden werd. DOVO heeft de pot vernietigd.
In Amsterdam Noord werd op 29 mei 2009 bij het opruimen van het scheikundelokaal op het Damstede Lyceum een pot gekristalliseerd picrinezuur gevonden. De omgeving werd afgezet door politie en omwonenden werd verzocht binnenshuis te blijven. Het goedje werd in een veld achter de school tot ontploffing gebracht door de EOD. Dit voorval werd later als onderwerp gebruikt voor een opgave over picrinezuur in het eindexamen HAVO in 2011.
Op 27 juni 2013 werd een technische school en kleuterschool in Deurne ontruimd nadat er bij een opruiming in het labo picrinezuur gevonden werd. DOVO heeft het flesje meegenomen. Ook in Oostende werden enkele bokalen verwijderd uit de hogeschool. Op 10 december 2018 werd ongeveer een kilo picrinezuur aangetroffen in het Natuur- en Scheikundegebouw van de Rijksuniversiteit Groningen, waardoor een vleugel van het gebouw moest worden ontruimd. De volgende dag werd het door de EOD tot ontploffing gebracht. Dit gebeurde ook op 24 april 2019 in de CSG Augustinus school in Groningen.